# Мёртвый осёл и гильотинированная женщина
«Мёртвый осёл и гильотинированная женщина» (фр. L’Âne mort et la femme guillotinée) — роман французского писателя Жюля Жанена, впервые опубликованный в 1829 году. Стал самым значительным произведением этого автора и одним из самых ярких произведений французского «неистового романтизма».

## Содержание
Главная героиня романа — Генриетта, которая, по словам литературоведа Т. Соколовой, «из невинной, очаровательной девушки… превращается в безнравственное и преступное существо» и в конце концов погибает на гильотине. Повествование ведётся от лица человека, ставшего очевидцем ряда эпизодов из жизни Генриетты. Для романа характерны постоянная смена интонаций, чередование мрачных и светлых сцен, юмористическая подача самых болезненных тем, включая тему смертной казни. При этом автор, согласно написанному им для первого издания предисловию, стремился создать пародию на готические романы (в первую очередь на произведения Анны Радклиф).
Название романа связано с отсылкой к «Сентиментальному путешествию» Лоренса Стерна в начале повествования. Жанен упоминает трогательную сцену смерти осла у Стерна и противопоставляет ей описание ужасной гибели принадлежавшего Генриетте животного на бойне. Он заявляет, что идилличность классической литературы — обман, так как при рассмотрении вблизи реальность всегда становится безобразной.

## Публикация и значение
Роман был опубликован в 1829 году. Он стал первой пробой пера литературного критика в художественном жанре и вышел без указания автора. Книга имела огромный и долгий успех у читателей: только во Франции до конца XIX века вышло 17 изданий. «Мёртвый осёл и гильотинированная женщина» считаются одним из наиболее ярких произведений французского «неистового романтизма», причём жестокий натурализм Жанена становится переходной гранью между романтизмом и реализмом.
Роман Жанена был переведён на все основные европейские языки, вызвал ряд подражаний. Его высоко оценивал Александр Пушкин, именно из этой книги взявший имя Сильвио для персонажа своей повести «Выстрел». Влияние «Мёртвого осла и гильотинированной женщины» чувствуется у Николая Гоголя («Кровавый бандурист», «Тарас Бульба» и «Невский проспект»), раннего Фёдора Достоевского.